# Obere Kirche (Regensdorf)

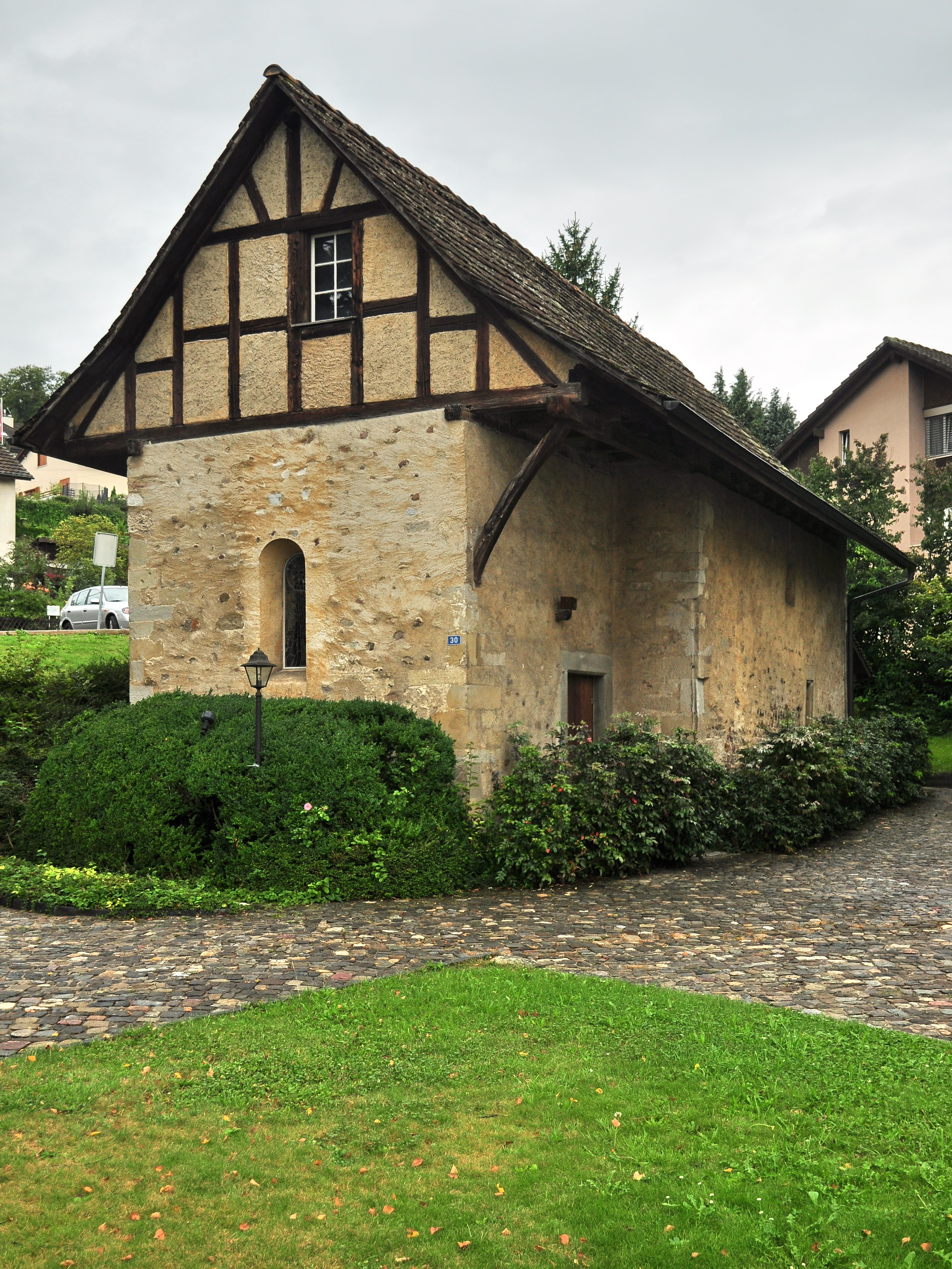
Obere Kirche in Regensdorf

Die Obere Kirche in Regensdorf (Kanton Zürich, Schweiz) ist eine kleine Kirche aus dem 12. Jahrhundert und ein Kulturgut von nationaler Bedeutung aus der Zeit der Romanik. Sie ist das älteste Gebäude des Orts und steht direkt neben dem «Mühlihus» der evangelisch-reformierten Kirchgemeinde hinter dem «Museumsspycher» im Hinterdorf. Umgangssprachlich wird die Obere Kirche auch als «Niklaus-Kapelle» oder «Reginli-Kapelle» bezeichnet.

## Geschichte

### Entstehung bis zur Reformation
Kunsthistorisch kann die Obere Kirche in Regensdorf aufgrund ihrer Wandgemälde aus der Zeit der Romanik ins späte 12. Jahrhundert datiert werden. Die älteste schriftliche Quelle, die uns bekannt ist, stammt von einer Urkunde aus dem Jahr 1280. Darin wird der Pfarrer der oberen Kirche in Regensdorf erwähnt: «Heinrichs sacerdos, rector superioris ecclesia in Regenstorf» (Pfarrer an der oberen Kirche zu Regensdorf).
Die Obere Kirche in Regensdorf muss eine eigene Kirche der Freiherren von Regensberg gewesen sein. Die Freiherren von Regensberg zählen zu den ältesten Rittergeschlechter der Schweiz, die um das Jahr 1058 herum eine Burg auf einer Moräne nahe der heutigen Siedlung Altenburg errichtet hatten. Zur damaligen Zeit benötigten die Vertreter des mittleren Adels, zu dem auch die Freiherren von Regensberg gehörten, eine eigene Kirche. Eine solche wurde aber bei den Ausgrabungen der Burg in den Jahren 1955–57 nicht gefunden. Die Freiherren von Regensberg hatten für ihre Kirche Ausschau nach einem geeigneten Platz in der Nähe ihrer Burg gehalten und bestimmten hierfür ein damals noch unbebautes Land, das heutige obere Regensdorf. 
Für ihre Kirche besassen die Freiherren von Regensberg das Patronatsrecht bzw. die Kollatur. Das bedeutet, dass sie im Besitz des Rechts waren, die Pfründe zu verleihen und den Pfarrer für ihre Kirche zu bestimmen.
1350 gelangte das Patronat an die Freiherren von Landenberg-Greifensee. Von da aus ging es 1451 an Johann Schwend den Langen über, den Erben seiner Frau Martha von Landenberg-Greifensee. Wenige Jahre später, 1458, verkaufte er die Obere Kirche in Regensdorf an den sehr vermögenden Rudolf Mötteli, der seinerseits die Kirche samt Gerichtsherrschaft über Regensdorf 1468 an den Stand Zürich verkaufte, der heute noch in Besitz davon ist.

### Reformation
Regensdorf, das im Jahr 870 urkundlich erstmals erwähnt wurde, entwickelte sich um die Jahrtausendwende zu einer Doppelsiedlung, die seit dem 13. Jahrhundert unter den Namen «Oberregensdorf» und «Niederregensdorf» bekannt war. Die Obere Kirche war in «Oberregensdorf». In «Niederregensodrf» gab es zwei weitere Kirchen, die der Filialkirche Höngg unterstellt waren. Die Reformation hatte zur Folge, dass die beiden Regegensdorfer Kirchgemeinden am 29. September 1529 zusammengeschlossen wurden und die grössere Kirche in «Niederregensdorf» zur Pfarrkirche der Gemeinde bestimmt wurde. Die Obere Kirche in Regensdorf blieb vorerst noch weiter in Betrieb. Deren Wandmalereien wurden aber übertüncht. Der letzte Pfarrer der Oberen Kirche in Regensdorf fiel 1531 in der Zweiten Schlacht bei Kappel. Sein Nachfolger Hans Müller wurde der erste Pfarrer, der für alle Kirchen in Regensdorf zuständig war. Nach ihm kam Pfarrer Zorn nach Regensdorf, der ein Gesuch beim Stand Zürich einreichte, weil er die Obere Kirche in Regensdorf für andere Zwecke verwenden wollte, da die Kirche kaum noch besucht wurde. Das Gesuch von Pfarrer Zorn wurde bewilligt mit dem Vermerk, dass das Gebäude aber weiterhin der Pfrund gehöre und daran kein anderer Anteil haben dürfe. Hiermit wurde der Raum der Oberen Kirche in Regensdorf den gottesdienstlichen Zwecken entzogen. 

### Zeit nach der Reformation bis 1950
1543 veranlasste Pfarrer Zorn einen Umbau der Kirche in einen Speicher. Aus dem Inneren des Gebäudes wurden drei Geschosse. Der Fussboden, der ebenerdig war, wurde tiefer gelegt und erhielt ein Steinbett. Um den Boden des ersten Stocks zu ermöglichen, hatte man das Fenster in der Ostwand zugemauert und den Boden ganz an die Ostwand gezogen. Die Konsolen, die zweier Standbilder gedient hatten, wurden zusammen mit noch weiteren neuen Konsolen als Aufleger für die Tragbalken verwendet, auf denen der Boden des ersten Geschosses eingezogen wurde. Die Westtür – Eingang zur Kirche – erhielt durch ein seitlich bogenförmiges Ausnehmen eine sonderbare Form an, die wie ein Fass aussah. Wohl hatte die Tür nun für das Durchschieben von Fässern gedient, was darauf hindeutet, dass das untere Geschoss nach 1540 als Fasskeller in Betrieb war. Zur Belüftung und Beleuchtung des Kellerraums wurden Fenster ausgebrochen: eines in der Südwand, eines in der Nordwand, sowie ein Fensterschlitz in der Ostwand.
Ein Meter über dem Fenster an der Ostseite, das wegen des Fussbodens des ersten Geschosses zugemauert worden war, ist ein neues Fenster entstanden und ebenso eines an der Ostwand, an der Westwand und über diesem ein weiteres für das obere Geschoss. Zudem gab es einen neuen Eingang der ins Obergeschoss hineinführte und über eine Aussentreppe zugänglich gemacht worden war.
Zur Kirche gehörten eine Glocke und ein Glockenstuhl, die beide in einen Dachreiter eingebaut waren, den aber Pfarrer Zorn oder einer seiner Nachfolger entfernen liess. Das Dach jedoch wurde belassen wie es war. Es ist anzunehmen, dass der Dachraum schon bald nach 1540 als Magazin verwendet wurde.
Lange blieb der Speicher so bestehen, bis gegen Ende des 18. Jahrhunderts oder gar im 19. Jahrhundert ein Pfarrer bauliche Veränderungen vorgenommen hatte. Dieser Pfarrer liess den Westeingang, der die Form eines Fasses bekommen hatte, zumauern. Grund hierfür könnte das Anwachsen des Geländes auf der Westseite gewesen sein, der den Eingang allmählich versperrte. Es entstand ein neuer Zugang an der Nordwand des Chors. Nach all den vielen Jahren erhielt der Speicher ein neues Dach, wofür das Mauerwerk erst auf gleiche Höhe durch einen Fachwerk-Aufbau mit Fensteröffnung gesetzt wurde. Nun hatte die Obere Kirche in Regensdorf erstmals ein einheitliches Dach, so dass das Erscheinungsbild seitdem von Aussen keine Kirche mehr vermuten liess. 

### Ab 1950
1950 ersuchte die Kirchpflege von Regensdorf das Kantonale Hochbauamt, um das Gebäude als Kirche wieder herzustellen, die zu einem verwahrlosten Speicher geworden war, in dessen Kellergeschoss 1919 noch Ziegen hausten. Das Kantonale Hochbauamt und die Kirchgemeinde bewilligten je einen Kredit für die Restaurierung, die von Herbst 1953–1955 andauerte. Vieles, das nach der Reformation verändert worden war, hat man nun wieder rückgängig gemacht. So wurde der zugemauerte Westeingang, der einst für die Fässer deformiert worden war, wieder freigelegt und in Originalform gebracht. Die Aussentreppe riss man ab. Des Weiteren wurden die Zwischenböden, die den Innenraum in Geschosse unterteilten, entfernt und all die für den Speicher ausgeschlagenen Öffnungen – Schlitze, Fenster und Türen  – wieder zugemauert. Der Boden erhielt sein ursprüngliches Niveau zurück und das Schiff bekam eine Flachdecke aus Holz. Sogar das grosse Chorfenster wurde rekonstruiert und schliesslich die romanischen Gemälde wieder frei gelegt. Neu hinzu kamen Stromleitungen, dezente Lampen und eine Bodenheizung.
Der Innenraum der oberen Kirche in Regensdorf kam dem Originalzustand wieder sehr nahe und so wurde die Kirche am 13. Mai 1956 als Kapelle dem kirchlichen Gebrauch zurückgegeben und zusammen mit der ebenfalls frisch restaurierten Dorfkirche feierlich eingeweiht. Seitdem wird die Obere Kirche von Regensdorf für verschiedene kirchliche Veranstaltungen genutzt.
Zu Beginn der 1980er Jahre wurden die Fenster neu verglast. Der Künstler Eugen Avarni gestaltete Glasfenster für das Schiff aus verschiedenen Glasfregmenten sowie ein Glasgemälde für das Chorfenster, auf dem er die Verbindung zwischen Diesseits und Jenseits festhielt.

## Zum Bauwerk und seinen romanischen Wandgemälden

### Das Bauwerk

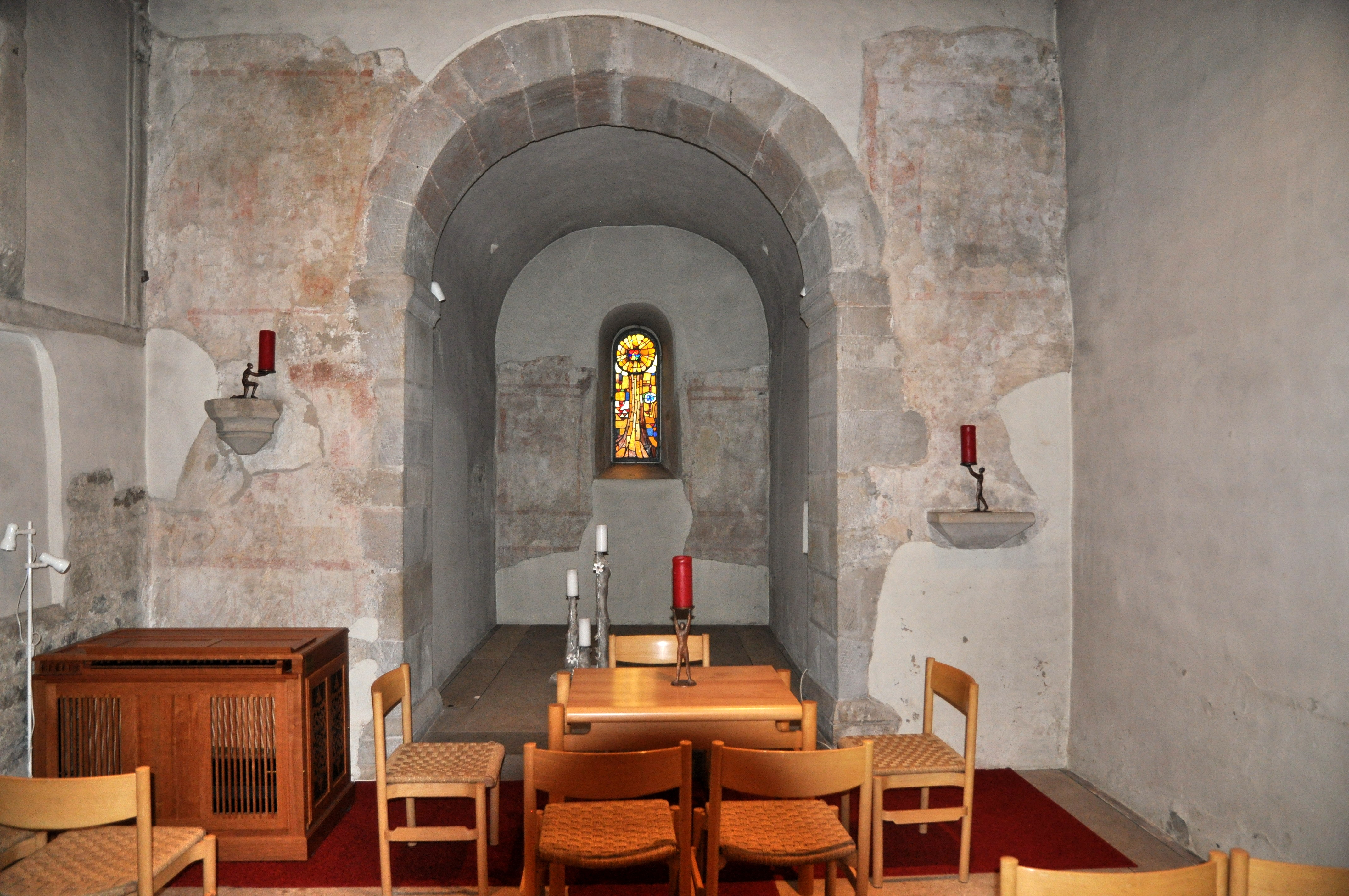
Innenraum, Blick nach Ost zum Chor

Die Obere Kirche in Regensdorf ist auf einer exakten Ausrichtung von West nach Ost gebaut worden und wird über die Westtür betreten. Von da aus führt der Weg nach Ost, den Ort, an dem die Sonne aufgeht und in der christlichen Symbolik für die Auferstehung steht. Der Gang durch die Kirche stellt architektonisch den Weg vom Diesseits ins Jenseits dar.
Höhe und Breite haben in etwa dieselben Masse und das Verhältnis der Breite zur Länge beträgt zwei zu drei. Der Grundriss des Schiffs ist annähernd quadratisch und grenzt an den Chor, der über eine Treppenstufe erhöht liegt. Üben dem Chor wölbt sich eine Tonne, was typisch romanisch ist, ebenso die engen Fenster mit Rundbogen. Chorbogen und Decken der Kirche bestehen aus Sandstein.

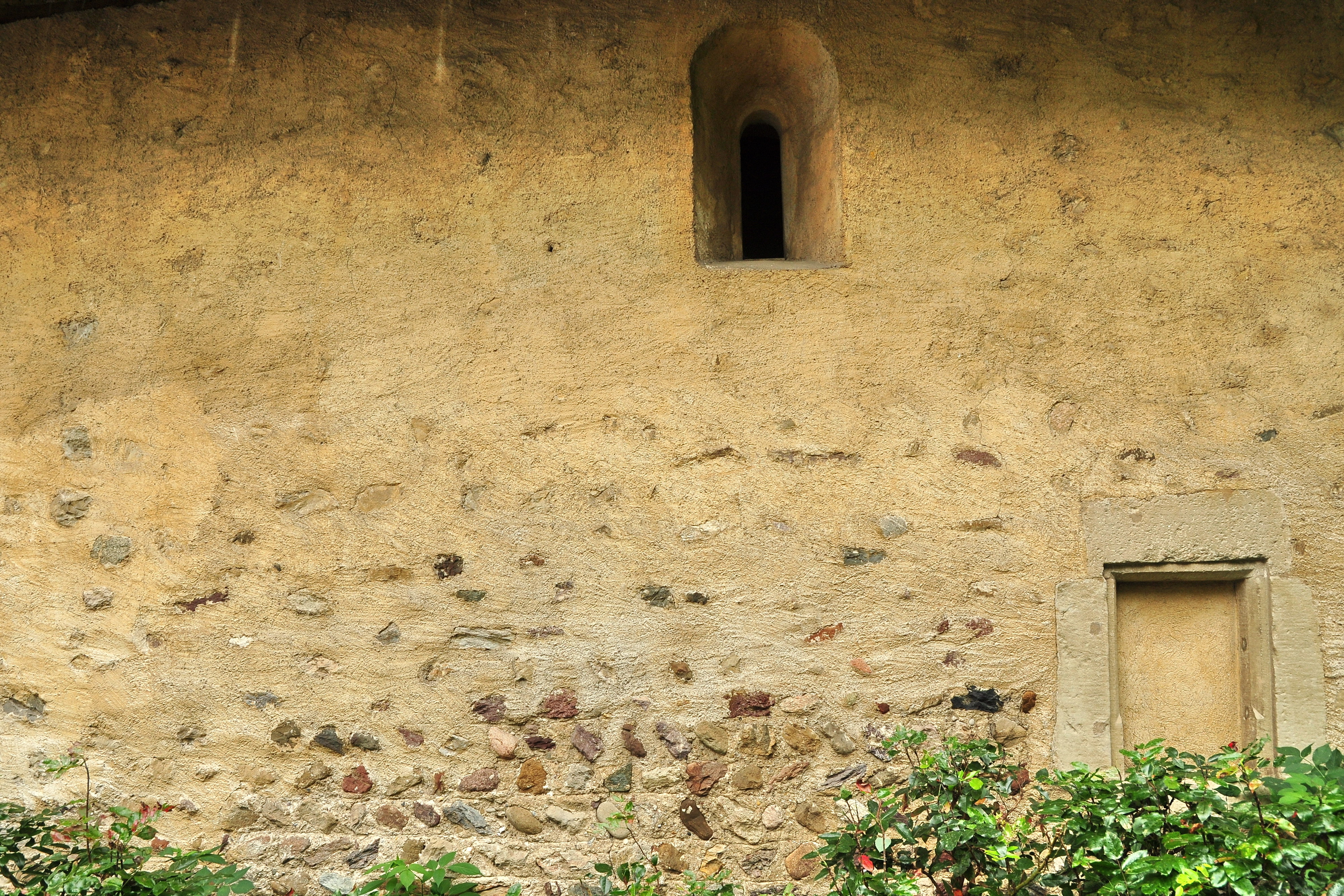
Aussenwand aus Kieselsteinen

Die Mauern des Bauwerks sind um die 90 cm dick und aus unbehauenen ähnlich grossen Kieselsteinen gebaut worden, die stellenweise als dekoratives Element lagerhaft und teilweise in Ährenform – «Opus spicatum» – angeordnet wurden. An der Aussenwand wurden die Fugen breit und horizontal mit Mörtel aufgetragen. Nur im Inneren des Gebäudes sind die Fugen vereinzelt horizontal zu sehen.
Im März 1960 entdeckte man Skelette und Sargreste in unmittelbarer Nähe der Kirche. Dies belegt, dass zur oberen Kirche in Regensdorf ein Kirchhof gehörte. Vor der Reformation besass die Kirche einen Dachreiter mit Glocke und Glockenstuhl.

### Romanische Wandgemälde

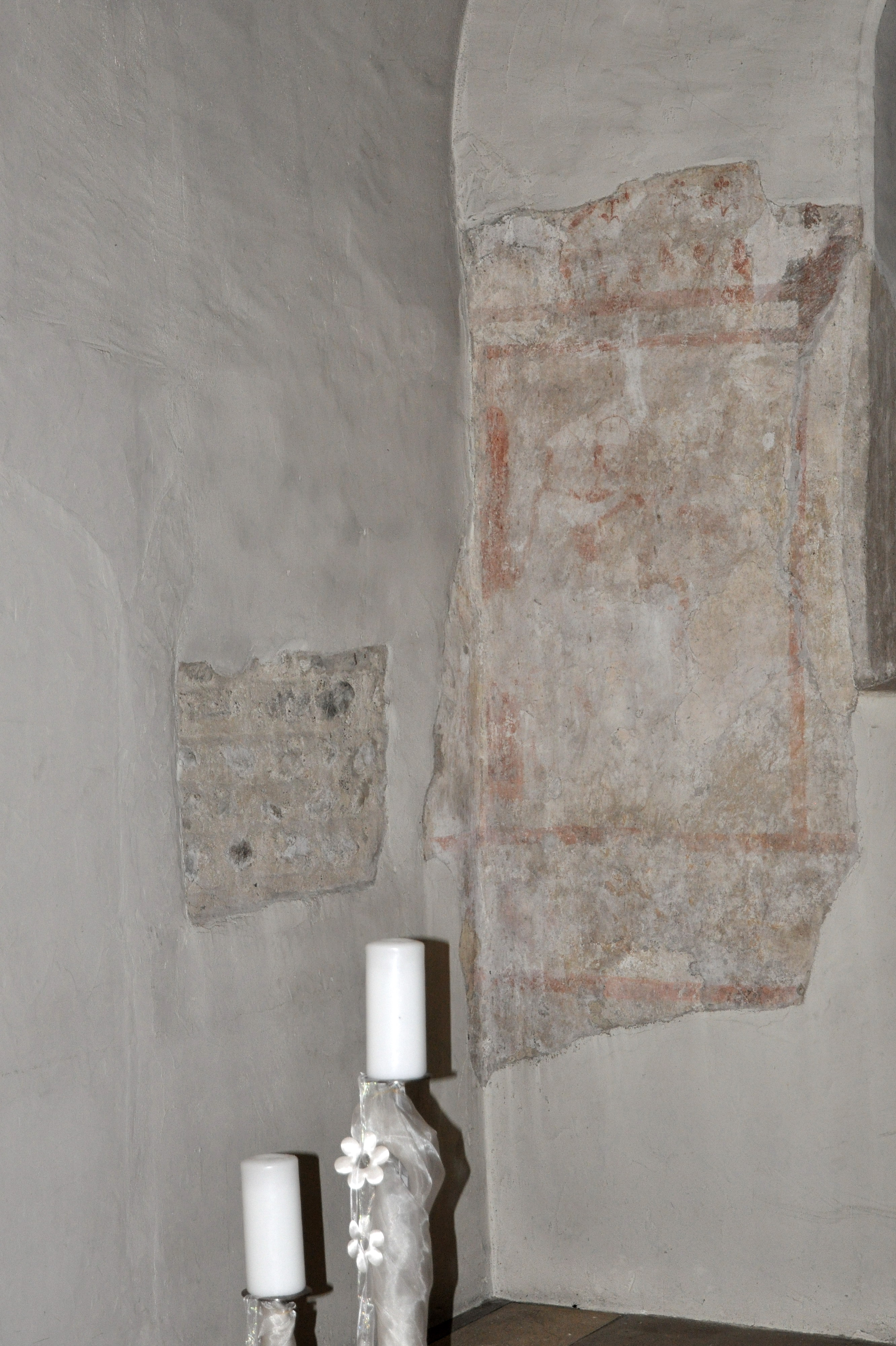
Wandmalerei an der Nord-Ost-Ecke des Schiffs
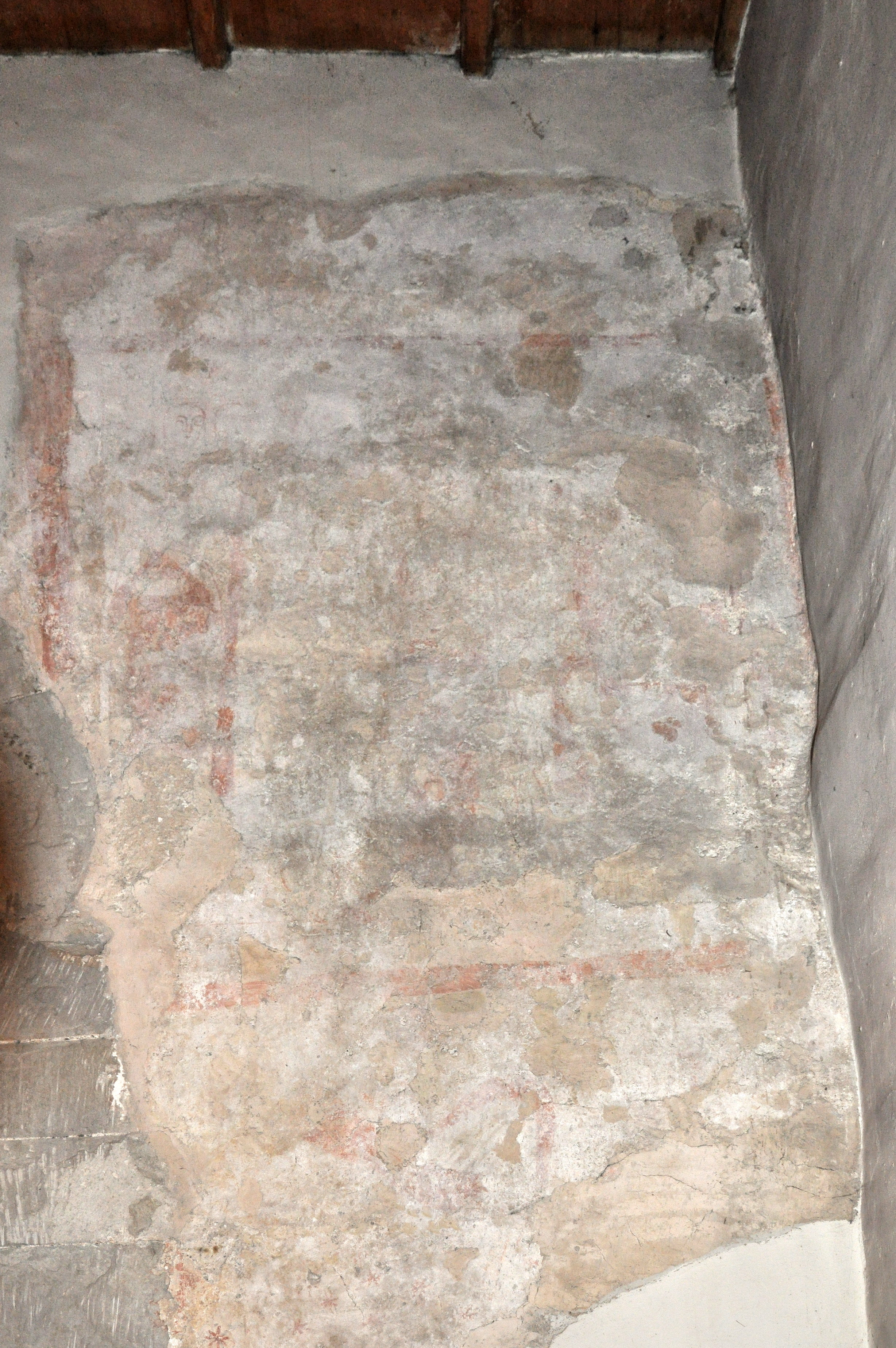
Wandmalerei an der Süd-Ost-Ecke des Schiffs
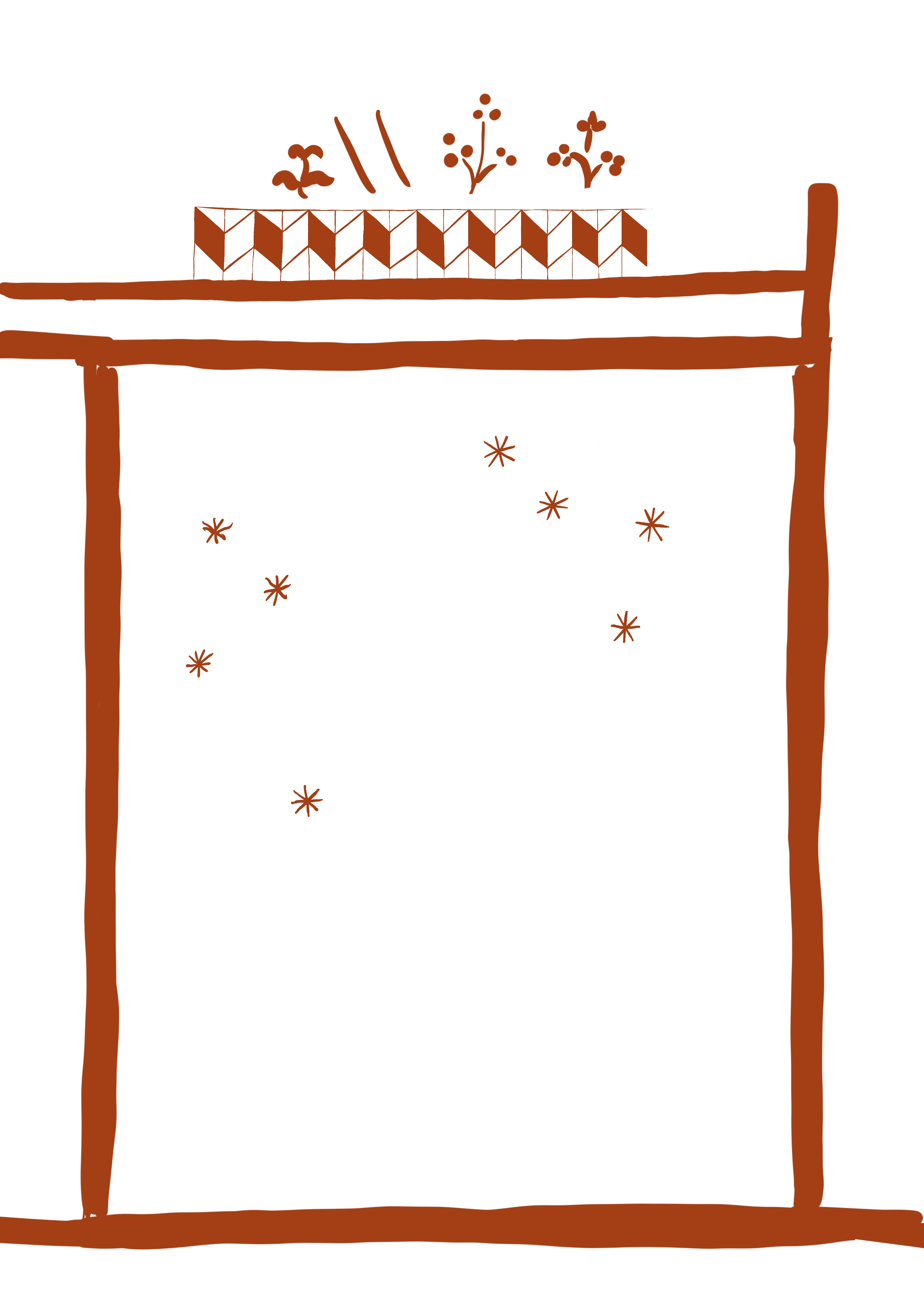
Rahmen Wandmalerei Obere Kirche in Regensdorf

Ursprünglich waren die Wände des Chors und des Schiffs weitgehend bemalt gewesen. Heute sind nur noch Fragmente mit vier gerahmten Bildern an den Ostwänden des Chors und des Schiffs vorhanden, die während den Restaurationsarbeiten von 1955 bis 1957 entdeckt und freigelegt wurden. Die Wandmalereien konnten auf das 12. Jh. – in die Zeit der Romanik – datiert werden. Wandmalereien aus der Zeit der Romanik gibt es im Kanton Zürich nur sehr wenige. Weitere sind in der ehemaligen Johanniter-Konturen in Bubikon – Ritterhaus Bubikon – zu finden.
Anhand der Fragmente lassen sich die Motive der Bilder ermitteln, die alle mit einer breiten roten Linie eingefasst sind. An manchen Stellen wurden die Linien sogar doppelt gezogen. Im unteren Abschluss sind Teppichdrapereien auszumalen. Dekorative Friesen – ein Rautenmuster, beliebtes Zierelement aus der Zeit der Romanik, und darüber ein pflanzliches Ornament – machen den oberen Abschluss der Wandgemälde.
An der Ostwand des Chors zeigt das eine Wandgemälde die drei Könige aus dem Morgenland vor Heroes und das andere Bild die drei Könige, die dem grossen Stern folgen. 
Auf der rechten Stirnwand des Schiffs ist die Anbetung des Christuskinds durch die drei Könige aus dem Morgenland erkennbar. 
Im Wandgemälde an der linken Seite des Schiffs ist die Kreuzigung Christi dargestellt mit Maria (links) und Johannes (rechts). Im Vordergrund sind zwei Stifterfiguren abgebildet, bei denen es um den Freiherr von Regensberg «Lütolf IIIa» und dessen Ehefrau handeln könnte. Die Herrschaftszeit von Lütolf III erstreckte sich gemäss historischen Quellen von ca. 1132–1202, was aber ein zu langer Zeitraum für eine Person ist, weshalb die Geschichtsschreiber aus Lütolf III zwei Personen – Lütolf III und Lütolf IIIa – gemacht haben.